# Chinamax

Vergelijking van Chinamax met enkele andere schipafmetingen.

Chinamax is een standaard van het schipafmetingen waardoor overeenkomstige schepen meerdere havens op maximale capaciteit kunnen gebruiken. Omgekeerd kunnen havens en andere infrastructuur die "Chinamax-compatibel" zijn dergelijke schepen economisch ontvangen, dat wil zeggen dat alle havens dezelfde maximale afmetingen accepteren: maximaal 24 meter diep, 65 meter als radius en 360 meter in totale lengte.
Het draagvermogen van Chinamaxschepen is 380.000-400.000 DWT. Het Braziliaanse ijzerertsbedrijf Vale werkt aan een vloot van 35 zeer grote ertstankers (VLOC) met een draagvermogen binnen dit bereik, aangeduid als de Valemaxschepen. Berge Bulk heeft ook vier schepen van vergelijkbare grootte besteld.
De naam is afgeleid van de enorme droge bulk(erts)zendingen naar China vanuit meerdere locaties in de wereld.
In tegenstelling tot Suezmax en Panamax, wordt Chinamax niet bepaald door sluizen of kanalen, maar is afgestemd op de havenomstandigheden.
Aframax · Baltimax · Chinamax · Dunkirkmax · Handymax · Japanamax · Kamsarmax · Medimax · Newcastlemax · Panamax · Saimax · Seawaymax · Setouchmax · Suezmax · Valemax